# 다테바야시역
다테바야시역(일본어: 館林駅, たてばやしえき)은 일본 군마현 다테바야시시에 있는 도부 철도의 역이다. 역 번호는 TI 10이다.

## 개요
이세사키 선과 사노 선, 고이즈미 선의 3노선이 지나고 사노 선과 고이즈미 선의 기점역이기도 하다.
1998년, "간토의 역 백선"에 선정되었다. 선정 이유는 "멋진 모양의 창이 있는 저택풍의 역사에 소규모이면서 역사를 느끼게 하는 역"이기 때문이다.
역 북쪽에 미나미쿠리하시 차량 관구 다테바야시 출장소(옛, 다테바야시 검수구)가 있고 역 남쪽에 쓰하 차량 공업 다테바야시 공장이 있다. 운전사와 차장의 소속 조직인 다테바야시 승무 관할 구역도 병설되어 있다.
이세사키 선은 본 역에서 도부 도부쓰코엔 방면이 복선으로, 아시카가시와 오타 방면 및 사노 선 고이즈미 선은 단선이다. 승강장 유효 길이가 10량 편성 대응인 것도 본 역까지이다. 아사쿠사 발 구간 급행 열차의 대부분과 구간 준급 2개는 본 역에 정차한다.
특급 "료모"를 제외하고 본 역을 기점으로 이세사키 선 열차는 아사쿠사 역・구키 역 ~ 당역 구간이 러시아워 때는 8량, 나머지는 6량 편성, 당역 ~ 오타 역 구간은 3・6량 편성, 사노 선과 고이즈미 선이 2・3량 편성으로 운행된다. 과거 러시아워 시간대는 구간 급행 열차가 오타 발 열차가 증결되는 8・10량 편성으로 운행되고 있지만 2013년 3월 16일의 다이아 개정으로 당역 출발의 8량 편성으로 변경되고 증결은 폐지되었다. 또한, 일부 열차에서 당역 ~ 오타 역 구간의 원맨 운전도 개시되어 이세사키 방면으로 직통하는 열차도 설정되었다.
당역 출발, 종착의 "료모"가 1왕복 설정되어 있어, 상행 열차는 이세사키 선 오타 발 사노 선 사노 발로 선 니시고이즈미 발 첫차의 하행 열차는 이세사키 선 오타행과 사노 선 사노행 막차에 접속한다.

## 역사
- 1907년 8월 27일: 영업 개시.
- 1937년: 목조 역사의 준공.
- 1990년 9월 25일: 당역부터 나리히라바시 역까지 상행 열차 10량 편성 운전 개시.
- 1994년 8월 2일: 당역까지 하행 열차 8량 편성 운전 개시.
- 1997년 3월 25일: 당역까지 하행 열차 및 주말의 10량 편성 운전 개시.
- 1998년: 간토의 역 백선에 선정됨.
- 2007년 8월 27일: 개업 100주년으로 사진전 개최.
- 2009년 12월 4일: 교상역사와 동서연결통로 준공.
- 2012년 3월 17일: TI 10의 역 번호 도입.
- 2013년 3월 26일: 2,3,5번 선에 발차 멜로디 도입.

## 역 구조
섬식 승강장 2면 5선의 지상역이다. 역 구내의 개수에 의한 교상역사・동서연결통로・엘리베이터・다기능 화장실이 정비되었다. 당초 완공 예정은 2009년 3월이었는데, 동년 12월 4일에 공용 개시되었다. 1,4번 선의 입구에 "안내 카운터"라고 칭해지는 안내소 겸 중간 개찰구가 설치되어 주로 정산 업무 등을 하여 Suica 또는 PASMO의 보급으로 인하여 거의 유명무실하고 있다. 교상 역사 공용 개시까지는 4,5번 선의 북쪽에 있는 과선교를 오르는 장소에도 서쪽 출입구의 개찰이 있었다.
1번 선은 4량 편성 대응, 2,5번 선은 10량 편성 대응, 3번 선은 8량 편성 대응, 4번 선은 2량 편성 대응이다. 1번 선은 차막이식, 4번 선은 말단형의 구조이다. 교상 역사(과선교 연결)에서는 1번 선인 "사노 선"(보통, 구즈 방면)의 유도 표지가 특히 크다.
5번 선 서쪽에는 유치선이 있지만 2007년 11월경부터 5번 선쪽에 2개를 남기고 철거 작업이 진행되고 있다. 과거에는 닛신 제분에 엿기름 수송이 이루어졌지만, 공장의 축소 및 트럭 수송으로의 전환에 따라 폐지되었다. 철거 직전까지는 운용을 이탈한 도부 5000계 전동차나 도부 1800계 전철이 소개, 유치되었다.
이세사키 발착의 원맨 열차 중, 약 1/3정도는 본 역까지 운행된다.

### 승강장
| 번호 | 노선        | 방향 | 행선                                                                                  | 비고                                                                                                 |
| ---- | ----------- | ---- | ------------------------------------------------------------------------------------- | --- |
| 1    | 사노 선     | -    | 구즈 방면                                                                             | 사노 선 방면의 특급은 3번 선                                                                         |
| 2    | 이세사키 선 | 상행 | 구키・도부 도부쓰코엔・ 도부 스카이트리 라인 기타센주・도쿄 스카이트리・아사쿠사 방면 | |
| 3    | 이세사키 선 | 하행 | 아시카가시・오타・ 사노 선 아카기 방면                                                | 일부 하행 이세사키 방면의 열차도 있다. 일부 상행 아사쿠사 방향도 사용 일부 하행의 구즈 방면에도 사용 |
| 4    | 고이즈미 선 | -    | 니시코이즈미 방면                                                                     | 류마이 방면으로는 히가시코이즈미에서 연결                                                            |
| 5    | 이세사키 선 | 상행 | 구키・도부 도부쓰코엔・ 도부 스카이트리 라인 기타센주・도쿄 스카이트리・아사쿠사 방면 | 주로 대피・회송                                                                                      |
| 5    | 이세사키 선 | 하행 | 아시카가시・오타 방면                                                                 | 주로 대피・회송                                                                                      |

- 사노 선 구즈 발 "료모"는 5번 승강장 발착. 그 시점에서 오타 방면에서의 열차는 3번 선에서 발차한다.
- 당역에 서는 이세사키 선 상행 원맨 열차는 3,5번 선에서 직접 회차되거나 2번 선에서 손님 취급을 한 뒤 입환선에 들어갔다가 3번 선에서 발차한다[3].

## 역 주변

### 니시구치
- 닛신 제분 다테바야시 공장
  - 제분 뮤지엄
- 마사다 간장 본사
  - 마사다 기념관
- 다테바야시 후생 병원
- 군마 은행 다테바야시미나미 지점
- 후지 유치원
- 로손 다테바야시사카에초점

### 히가시구치
- 마에바시 지방 검찰청 다테바야시 구 검찰청
- 다테바야시 간이 재판소
- 다테바야시 세무서
- 다테바야시 공공 직업 안정소
- 다테바야시 보건 복지 사무소
- 다테바야시 시청
  - 다테바야시 성터
- 다테바야시 시 문화 회관
- 다테바야시 시립 도서관
- 다테바야시 시립 자료관
  - 다야마 가타이 기념 문학관
- 무카이 치아키 기념 어린이 과학관
- 다테바야시 시 산노 예술 홀
- 다테바야시 시 시민 센터 분실
- 다테바야시 실버 인재 센터
- 다테바야시 시 보건 복지 센터
- 군마 현립 쓰쓰지가오카 공원
- 나카마치 공원
- 젠도지
- 오비키 신사
- 다테바야시 우체국
- 다테바야시혼초 우체국
- 다테바야시 오카이도 우체국
- 다테바야시 오비키 우체국
- 미즈호 은행 다테바야시 지점
- 군마 은행 다테바야시 지점
- 아시카가 은행 다테바야시 지점
- 다테바야시 금고 본점
- 다테바야시 금고 미나미지점
- 오가와야
- 뉴 미야코 호텔
- 호텔 뉴 시티 본관
- 호텔 뉴 시티 신관
- 제5호텔
- 다테바야시 스테이션 호텔

## 사진

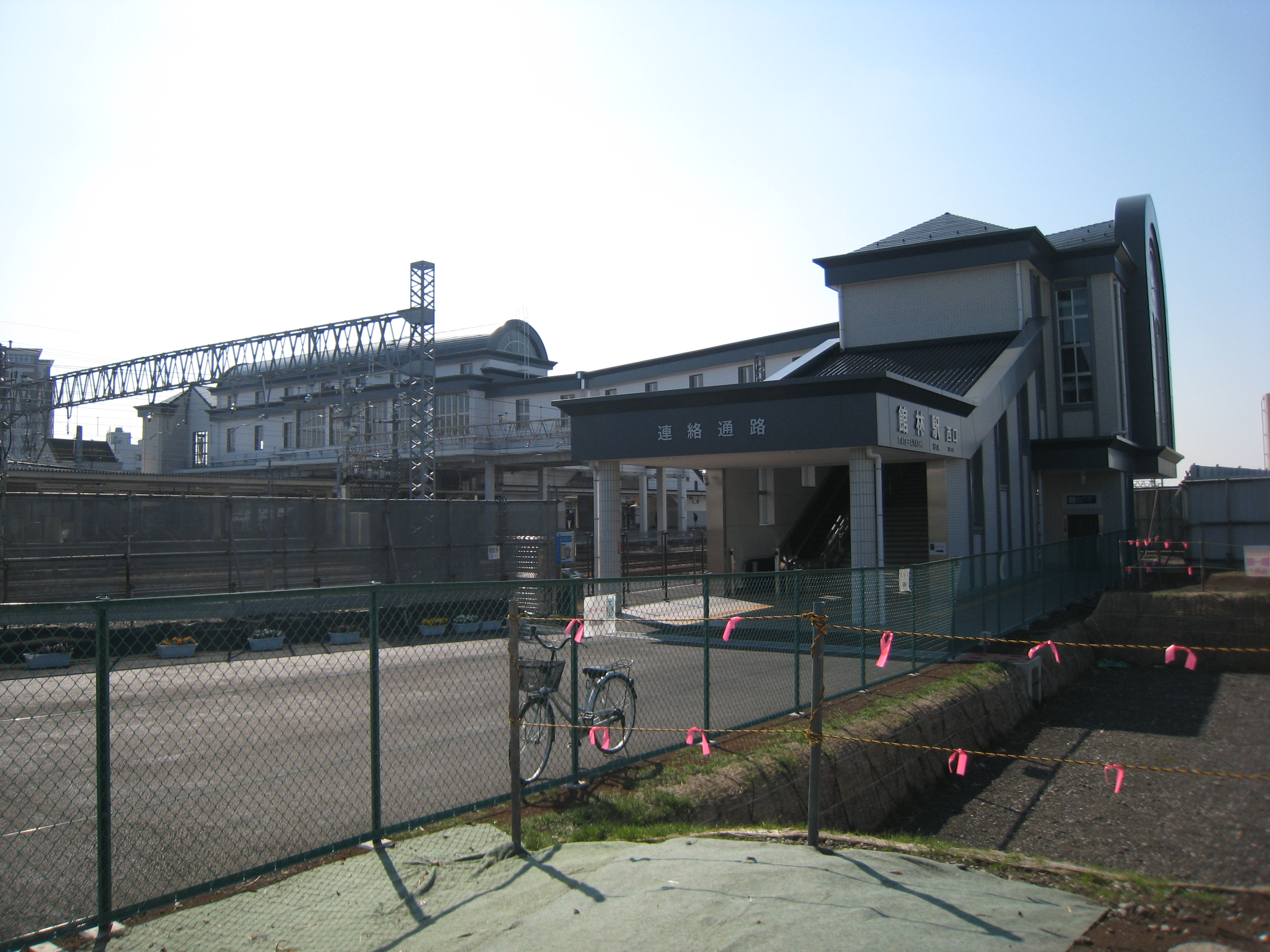
서쪽 출입구
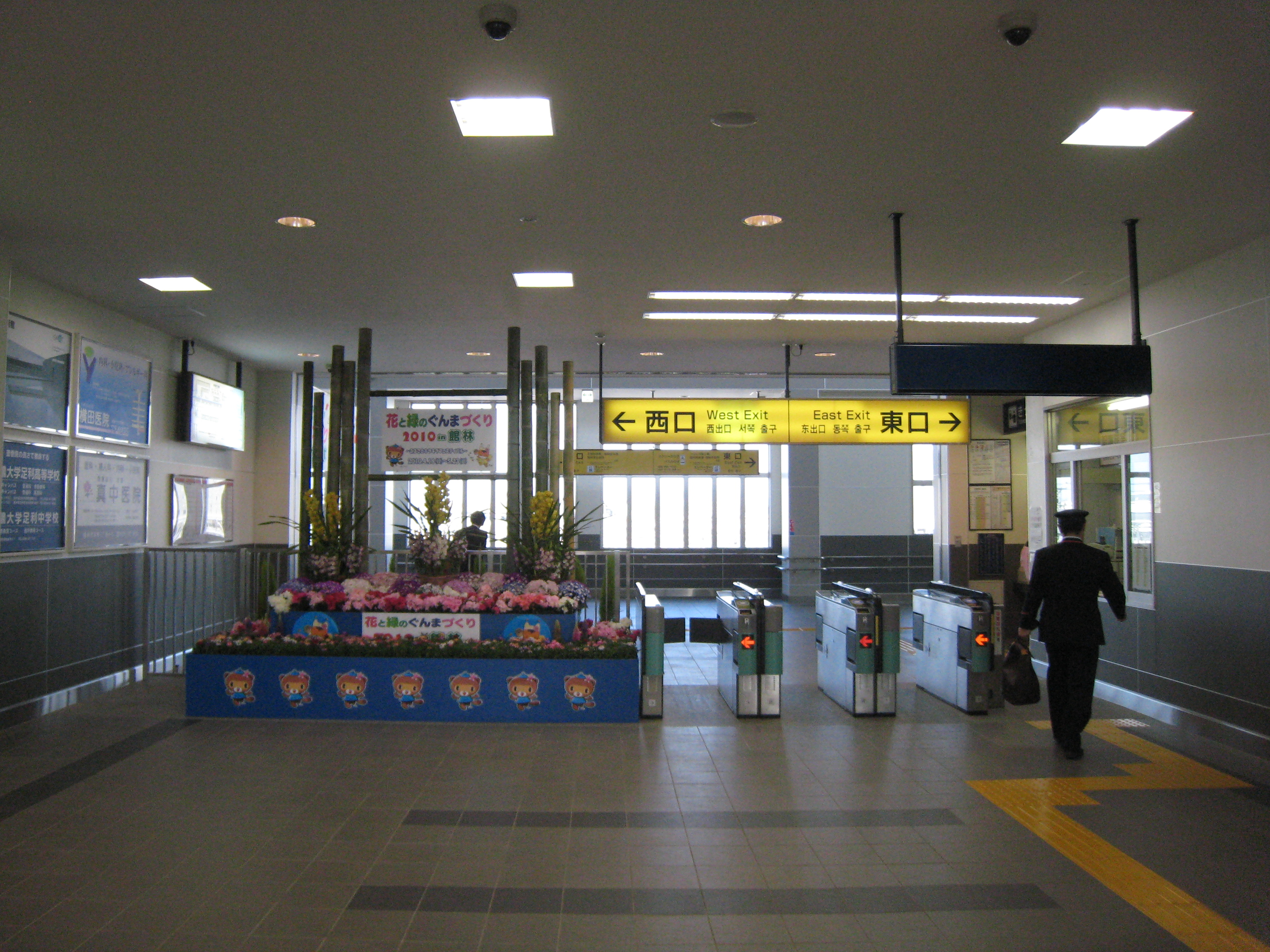
북쪽 개찰구
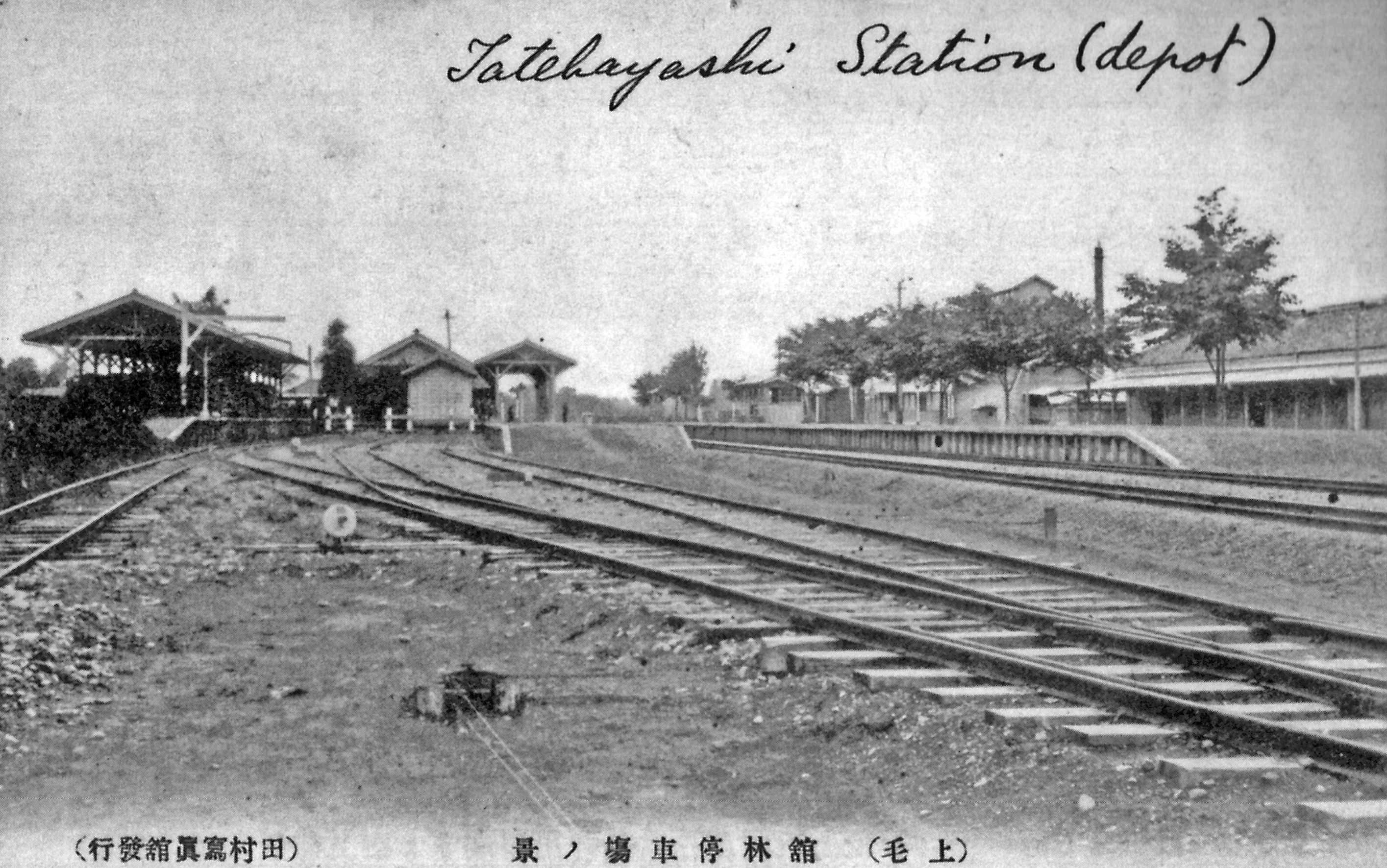
1910년의 다테바야시 역

## 인접역
| 도부 철도 이세사키 선                 | 도부 철도 이세사키 선          | 도부 철도 이세사키 선            |
| ------------------------------------- | ------------------------------ | -------------------------------- |
| TI 09 모린지마에 도부 도부쓰코엔 방면 | ■ 구간 급행 ■ 구간 준급 ■ 보통 | 다타라 TI 11 이세사키 방면       |
| 도부 철도 사노 선                     |                                |                                  |
| 시·종착역                             | ■ 보통                         | 와타라세 TI 31 구즈 방면         |
| 도부 철도 고이즈미 선                 |                                |                                  |
| 시·종착역                             |                                | 나루시마 TI 41 니시코이즈미 방면 |